# 정치 데스크
《정치 데스크》는 대한민국에서 평일 오후 4시 20분에 텔레비전으로 방송되었던 채널A의 뉴스 프로그램이다.

## 진행자
- 이용환